# أبو حريز
قرية أبوحريز هي إحدى القرى التابعة لمركز كفر صقر في محافظة الشرقية في جمهورية مصر العربية. حسب إحصاءات سنة 2006، بلغ إجمالي السكان في أبوحريز 3344 نسمة، منهم 1657 رجل و1687 امرأة.